# Cyperus textilis
Cyperus textilis là loài thực vật có hoa trong họ Cói. Loài này được Thunb. mô tả khoa học đầu tiên năm 1794.

## Hình ảnh

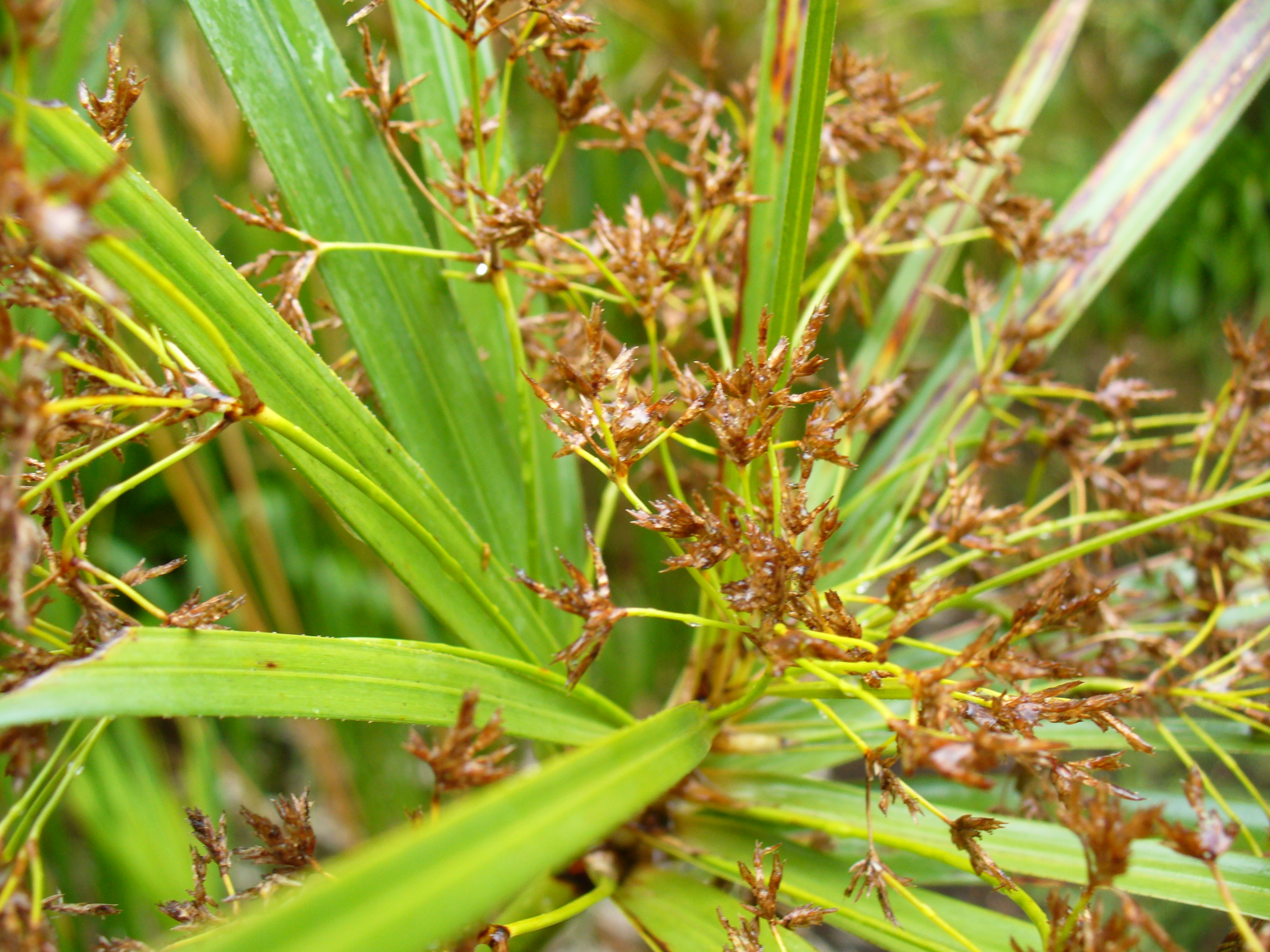
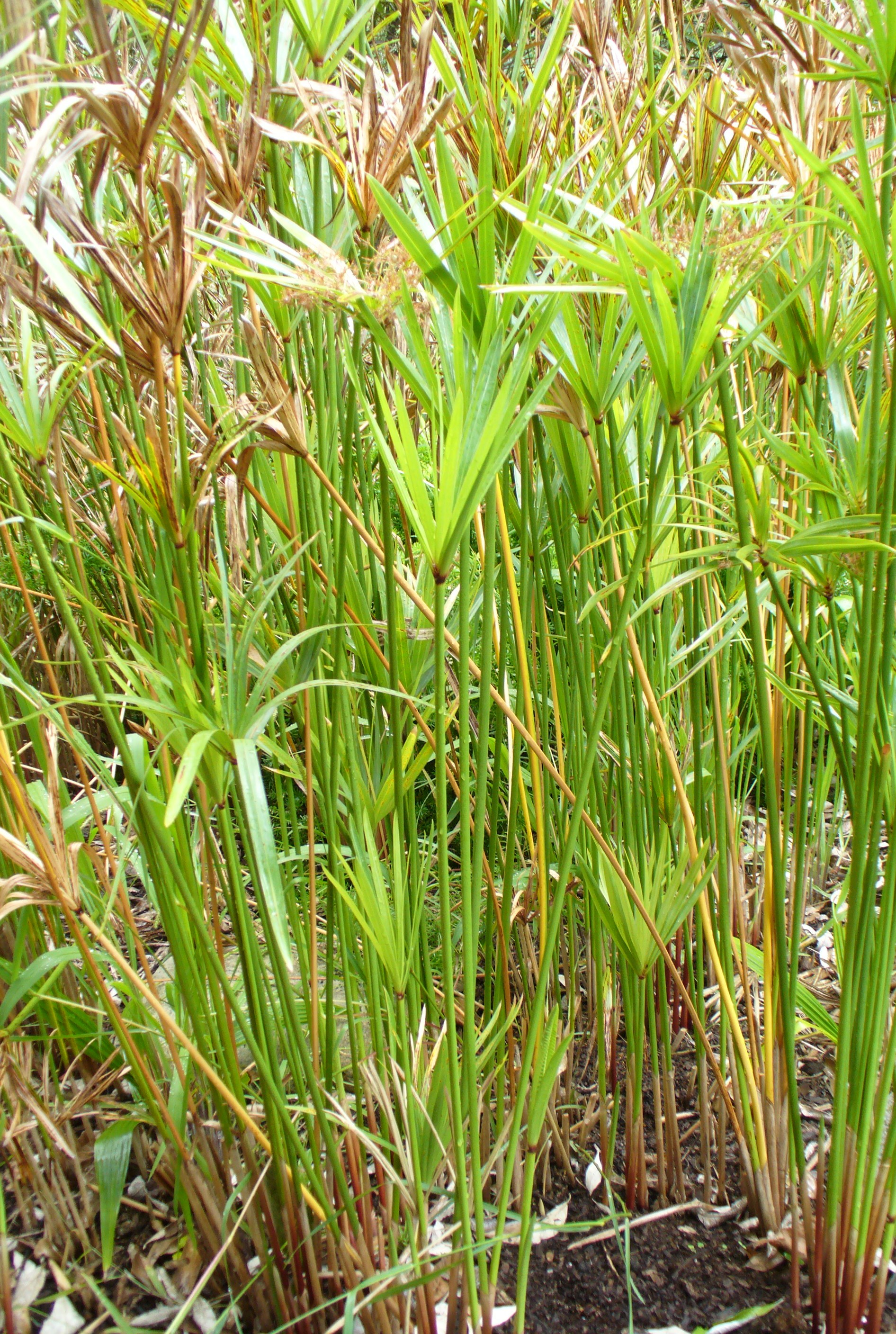